# Червеночел папагал
Червеночел папагал (Pionopsitta pileata) е вид птица от семейство Папагалови (Psittacidae), единствен представител на род Pionopsitta.

## Разпространение и местообитание
Разпространен е в Аржентина, Бразилия и Парагвай.